# Alose pontique
Alose du Pont-Euxin
Alosa immaculata
Genre
Espèce
Statut de conservation UICN

VUB2ab(v) : Vulnérable
Synonymes
- Alosa pontica (Eichwald, 1838)
- Alosa pontica pontica (Eichwald, 1838)
- Caspialosa pontica (Eichwald, 1838)

L'Alose pontique (Alosa immaculata ou Alosa pontica), également appelée Alose de la Mer Noire et commercialement Alose du Pont-Euxin, est une espèce de poissons de la famille des clupéidés, présente principalement en mer Noire et en mer d'Azov.

## Description
À l'âge adulte, sa taille est comprise entre 30 et 45 cm et son poids varie entre 300 et 600 g, mais n’excède pas le kilogramme. Son espérance de vie maximale est de 7 ans.
L'Alose pontique est fusiforme, allongée, comprimée latéralement et recouverte de grandes écailles cycloïdes brillantes. Le profil dorsal est incurvé, sans ligne latérale. Son abdomen est fin et recouvert de scutelles. Sa bouche est grande, en position terminale (type supère) qui lui permet d'attraper des proies situées en surface, et dotée d'un grand nombre de dents. Une épaisse membrane recouvre l'avant et l'arrière de l'œil. Elle ne dispose que d'une nageoire dorsale, courte et positionnée approximativement au milieu du corps. Les nageoires pelviennes sont courtes et pointues et la nageoire anale est allongée. La nageoire caudale est nettement fourchue.
Son dos est de couleur bleu-vert tandis que ses flancs sont blanc argentés avec un éclat métallique. Une petite tache noire est présente derrière l'opercule.

## Reproduction
L'Alose pontique est un poisson de mer migrateur anadrome, elle remonte, depuis les mers Noire et d'Azov, les limans et les fleuves qui s'y versent pour y frayer. Les zones privilégiées sont le Danube, le Dniestr, le Boug méridional, le Dniepr, le Don et le Kouban. La maturité sexuelle commence à partir de 3 ans, et seuls quelques individus fraient deux saisons. Les premières aloses pontiques apparaissent le long des côtes de mars à avril, puis pénètrent les fleuves lorsque la température de l'eau est comprise entre 6 et 9 °C. La migration culmine généralement lors du mois de mai. Le frai commence lorsque la température dépasse 15 °C et peut s'étaler d'avril à août. Une fois cette phase terminée, l'alose retourne en mer.
Flottants et fécondés en pleine eau, les œufs de l'Alose pontique sont dits pélagiques. 
Les alevins, appelées alosons, se regroupent au bout de 1 à 2 mois après l'éclosion pour descendre en banc vers la mer.

## Statut, menaces
Les aménagements effectués sur les limans et les fleuves ont considérablement réduit les zones de frayère ainsi que les routes de migration disponibles. Les distances de migration pouvaient dépasser 1 600 km sur le Danube et 900 km sur le Don. Elles ont été réduites à cause de la présence de barrages et d'écluses sur le tracé de ces cours d'eau.
La surpêche, que ce soit en mer ou dans les rivières, ainsi que la pollution des eaux par des perturbateurs endocriniens participent également à la diminution du nombre d'individus.

## Alimentation
L'Alose pontique se nourrit d'une grande variété de zooplanctons, notamment de crustacés (crevettes grises, décapodes, gammaridés), et de petits poissons (anchois, clupéonelles, sprats).

## Dans la gastronomie
Sa chair contient beaucoup de fines arêtes mais son goût très apprécié en fait un poisson recherché. Elle peut se consommer en saumure ou fumée, ou encore en papillote.